# 圖巴克 (亞利桑那州)
圖巴克（英語：Tubac）是位於美國亞利桑那州聖克魯斯縣的一個人口普查指定地區。根據2010年美國人口普查，該地人口為1191人，而該地的面積約為27.97平方千米。

## 地理
圖巴克的座標為31°37′32″N 111°03′07″W / 31.62556°N 111.05194°W，而該地最高點為海拔高度978米（即3209英尺）。